# Zheng Pingru
Dans ce nom chinois, le nom de famille, Zheng, précède le nom personnel Pingru.
Zheng Pingru (鄭蘋如), née en 1918 et morte exécutée en février 1940, est une mondaine et une espionne chinoise qui recueille des renseignements sur l'armée impériale japonaise pendant la deuxième guerre sino-japonaise. Elle est exécutée après une tentative infructueuse d'assassiner Ding Mocun, le chef de la sécurité du régime de Wang Jingwei, un gouvernement fantoche des Japonais. On pense que sa vie a inspiré la nouvelle d'Eileen Chang, Lust, Caution, qui est ensuite adaptée dans le film éponyme de 2007 par Ang Lee.

## Jeunesse
Zheng Pingru est née en 1918 à Lanxi, province du Zhejiang, République de Chine,. Son père, Zheng Yueyuan (鄭鉞原), également connu sous le nom de Zheng Yingbo (鄭英伯), est un révolutionnaire nationaliste et un partisan de Sun Yat-sen. Alors qu'il est étudiant au Japon, Zheng Yueyuan épouse une Japonaise, Hanako Kimura (木村 花子, Kimura Hanako), qui adopte le nom chinois Zheng Huajun (鄭華君). Ils ont deux fils et trois filles ; Pingru est la deuxième fille aînée.
De sa mère, Zheng Pingru apprend à parler couramment le japonais. Elle grandit à Shanghai, où son père enseigne à l'université Fudan. Elle étudie au Collège de politique et de droit de Shanghai.

Zheng admire les actrices célèbres Hu Die et Ruan Lingyu et veut devenir une actrice célèbre, elle joue avec un groupe d'acteurs de l'université de Datong. Mais son père est très traditionnel et conservateur, et il est très opposé à son idée.

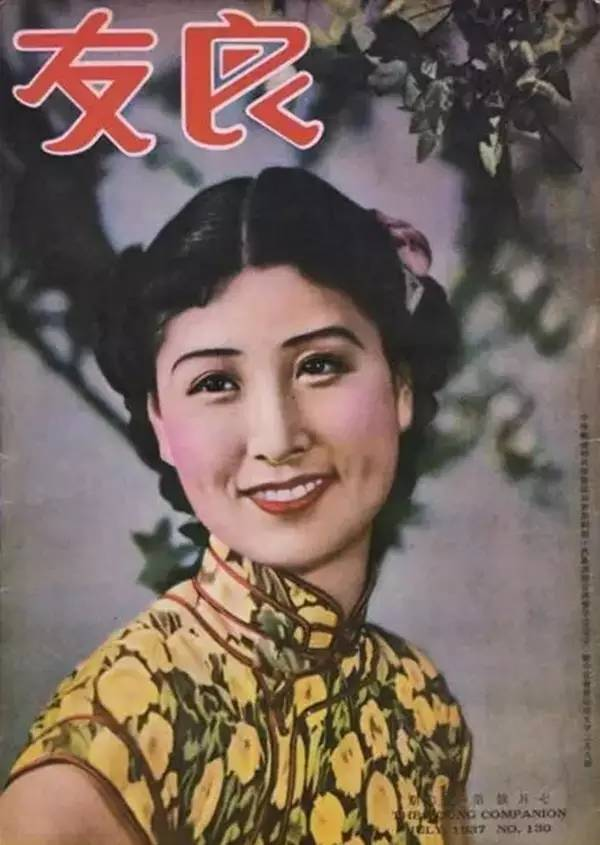
Zheng Pingru sur la couverture du Young Companion en juillet 1937

Elle devient une mondaine bien connue et apparaît sur la couverture du célèbre magazine illustré Liangyou en 1937,. À cette époque, elle commence également à se faire connaître en tant que musicienne et actrice.
Bien que sa famille soit à moitié japonaise, elle est fermement opposée à l'agression du Japon envers la Chine. Lorsque le Japon envahit la Mandchourie en 1931 et attaque Shanghai en 1932, Zheng et ses frères et sœurs rejoignent les manifestations antijaponaises.

## Espionne en temps de guerre
Lorsque le Japon envahit la Chine en 1937 et occupe Shanghai après la bataille de Shanghai, Zheng rejoint secrètement le mouvement de résistance et devint une espionne du Kuomintang. Sa capacité à parler japonais et ses relations avec sa mère l'aide à espionner et à recueillir des informations sur l'armée impériale japonaise.
Zheng est impliquée dans un complot visant à assassiner Ding Mocun, le chef de la sécurité du régime fantoche dirigé par Wang Jingwei. Ding est détesté pour avoir collaboré avec les Japonais et gagne le surnom de « Butcher Ding » pour avoir exécuté des combattants de la résistance antijaponaise. Comme Ding a auparavant été directeur de l'école secondaire de Zheng, elle est chargée de le séduire et de l'attirer dans un piège,. À partir de mars 1939, Zheng organise plusieurs rencontres « fortuites » avec Ding et devient sa petite amie.
Le 10 décembre 1939, Zheng invite Ding à revenir chez elle à la fin d'un rendez-vous où des assassins attendent à l'intérieur, mais Ding a refuse son invitation et le plan échoue.

Le 21 décembre 1939, Zheng accompagne Ding à dîner chez son ami. Après le dîner, Zheng demande à Ding de la déposer rue de Nankin, la célèbre rue commerçante de Shanghai. Lorsque la voiture passe devant la Siberia Fur Company, Zheng dit qu'elle veut acheter un manteau de fourrure et lui demande de l'aider à en choisir un. Deux assassins du Kuomintang attendent à proximité une occasion de tuer Ding. Une fois à l'intérieur du magasin, Ding a des soupçons en voyant les hommes dehors et traverse brusquement la rue pour rejoindre sa voiture. Pris au dépourvu, les assassins tirent sur Ding, mais le manquent avant que son chauffeur ne s'enfuie,.

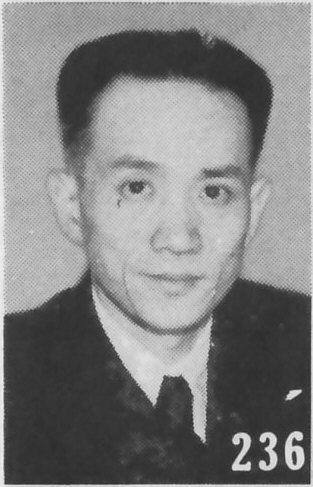
Ding Mocun, le collaborateur japonais que Zheng a tenté d'assassiner.

Après l'échec de la tentative d'assassinat, Ding sait que Zheng est une espionne et la contacte pour le rencontrer. Zheng cache un pistolet Browning et se rend au 76 Jessfield Road ; alors qu'elle est sur le point d'entrer, elle est arrêtée par Li Shiqun (en) et détenue au quartier général des renseignements de Ding,.
L'épouse de Wang Jingwei, Chen Bijun, et d'autres tentent de persuader Zheng de rejoindre le régime de Wang Jingwei, mais elle refuse. Wang retient Zheng Pingru en otage et essaye de contraindre son père à devenir ministre de la Justice de son régime, mais il refuse également. Cela provoque la colère des dirigeants du régime de Wang Jingwei et ils préconisent unanimement la mort de Zheng. En février 1940, Zheng est secrètement exécutée près de la route Zhongshan, dans l'ouest de Shanghai, à l'âge de 22 ans.

## Famille
Après l'exécution de Zheng Pingru, son père tombe malade et meurt en 1941. Son frère, Zheng Haicheng (鄭海澄), est un pilote de chasse de l'armée de l'air de la République de Chine, décédé au combat le 19 janvier 1944. Son fiancé, le colonel Wang Hanxun (王漢勛), également pilote qui a combattu aux côtés de son frère, est tué au combat près de Guilin le 7 août 1944,. Sa mère déménage ensuite à Taiwan et décède en 1966 à l'âge de 80 ans.

## Héritage
Le gouvernement du Kuomintang à Taiwan déclare officiellement Zheng « martyre » et le Parti communiste chinois la qualifie d'« héroïne antijaponaise ». Un mémorial avec une statue de Zheng est inauguré à Qingpu, Shanghai en 2009.
On pense généralement que l'histoire de Zheng a inspiré le personnage de Wang Jiazhi (Wong Chia-chih) dans la nouvelle Lust, Caution, écrite par Eileen Chang en 1979,. Chang a entendu parler de Zheng par son ex-mari Hu Lancheng (en), qui était responsable de la propagande dans le régime de Wang Jingwei.
En 2007, la nouvelle est adaptée au cinéma sous le titre Lust, Caution, réalisé par Ang Lee. Dans le roman et le film, le complot d'assassinat de Wang Jiazhi échou pearce qu'elle est tombée amoureuse de sa cible. Il y eut des protestations quant à la manière dont Wang Jiazhi est représentée, car on estimait que son histoire « déformait de manière perverse les actes héroïques de son prototype, Zheng ». La famille Zheng en particulier estime que le personnage basé sur Zheng déshonore sa mémoire.

### Sources
- (en) Louise Edwards, Women Warriors and Wartime Spies of China, Cambridge University Press, 2016 (ISBN 978-1-107-14603-7, lire en ligne)
- (zh) Ma Zhendu, 國民黨特務活動史, Jiuzhou Publishing House,‎ 2017 (ISBN 978-957-563-025-6, lire en ligne).
- (en) Hsiao-yen Peng et Whitney Crothers Dilley, From Eileen Chang to Ang Lee: Lust/Caution, Taylor & Francis, 2014 (ISBN 978-1-317-91102-9, lire en ligne).
- (en) Haosheng Yang, « Myths of Revolution and Sensual Revisions: New Representation of Martyrs on the Chinese Screen », Modern Chinese Literature and Culture, vol. 24, no 2,‎ fall 2012, p. 179–208 (JSTOR 42940562).